# Jordan Whittington
Jordan Whittington (Cuero, 1º ottobre 2000) è un giocatore di football americano statunitense che milita nei ruoli di wide receiver e kick returner per i Los Angeles Rams della National Football League (NFL).

## Carriera universitaria
Whittington, nella sua prima stagione a Texas nel 2019, debuttò nel primo turno contro Louisiana Tech, ricevendo 2 passaggi per 17 yard prima di subire un infortunio all’adduttore che gli fece perdere il resto della stagione.
Nella stagione 2020 Whittington disputò cinque partite, di cui due come titolare (la prima contro UTEP e poi contro Oklahoma). Dopo quest’ultima gara saltò le successive tre a causa di un infortunio che richiese un’operazione chirurgica. Chiuse l’annata con 21 ricezioni per 206 yard e un touchdown su corsa.
Nel 2021 Whittington disputò otto partite, di cui tre come titolare. Contro Oklahoma ricevette 3 passaggi per 35 yard prima di subire un infortunio che gli fece saltare le successive quattro gare. Chiuse la stagione con 26 ricezioni per 377 yard e 3 touchdown.
Nel 2022 Whittington disputò 13 gare, tutte tranne una come titolare, facendo registrare 50 ricezioni per 652 yard e un touchdown.
Il 27 aprile 2023 Whittington annunciò che avrebbe fatto ritorno a Texas per la sua ultima stagione nel college football.

## Carriera professionistica

### Los Angeles Rams
Whittington fu scelto dai Los Angeles Rams nel corso del sesto giro (213º assoluto) del Draft NFL 2024. Nella sua prima stagione ricevette 22 passaggi per 293 yard, venendo inserito nella formazione ideale dei rookie come kick returner dalla Pro Football Writers of America.

## Palmarès
- PFWA All-Rookie Team – 2024

## Vita privata
Whittington è nipote dell’ex giocatore della NFL, vincitore del Super Bowl, Arthur Whittington.